# 32314 Rachelzhang
32314 Rachelzhang è un asteroide della fascia principale. Scoperto nel 2000, presenta un'orbita caratterizzata da un semiasse maggiore pari a 2,8540489 UA e da un'eccentricità di 0,0435881, inclinata di 1,15414° rispetto all'eclittica.